# Gerbillus tarabuli
Gerbillus tarabuli är en däggdjursart som beskrevs av Oldfield Thomas 1902. Den ingår i släktet Gerbillus och familjen råttdjur. Inga underarter finns listade.
Artpitetet i det vetenskapliga namnet syftar på det arabiska namnet för Libyens huvudsatd Tripoli.

## Beskrivning
En medelstor ökenråtta med en längd mellan 20 och 28 cm inklusive den 12 till 17 cm långa svansen. Vikten varierar mellan 20 och 65 g. Ovansidan är brungul med vita fläckar över ögonen och bakom öronen, medan buken är vitaktig. Svansen har samma färgfördelning och slutar i en liten, gråaktig tofs.

## Ekologi
Gerbillus tarabuli är en nattaktiv art som lever i sandiga öknar och halvöknar samt på kustnära stäpper. Den gräver ut ett bo under buskar eller bland akaciarötter på djup mellan 15 och 150 cm. Boet har flera ingångar, som stängs till under dagen. Arten lever på frön och frukter, och kan samla ett förråd på över ett kilogram i boet.

## Utbredning
Arten förekommer i nordvästra Afrika från Marocko och Västsahara över Algeriet, Tunisien, Libyen, Tchad, Nigeria, Mali till Mauretanien.

## Status
IUCN kategoriserar arten globalt som livskraftig. Arten är allmän, populationen är stabil, och det finns inga egentliga hot mot arten.